# Hypersypnoides obscura
Hypersypnoides obscura är en fjärilsart som beskrevs av Emilio Berio 1954. Hypersypnoides obscura ingår i släktet Hypersypnoides och familjen nattflyn. Inga underarter finns listade i Catalogue of Life.